# 2011년 대한민국의 영화 목록
다음은 2011년에 개봉됐던 대한민국의 영화 목록이다.

## 목록
- 7광구
- Mr.아이돌
- REC 알이씨
- 간증
- 겨울나비
- 겨울냄새
- 결정적 한방
- 고래를 찾는 자전거
- 고양이 춤
- 고양이: 죽음을 보는 두 개의 눈
- 고지전
- 굿바이 보이
- 굿바이, 평양
- 그대를 사랑합니다
- 글러브
- 금지된 섹스, 불륜
- 기생령
- 기이한 춤 : 기무
- 기타가 웃는다
- 꼭 껴안고 눈물 핑
- 꿈의 공장
- 꿍따리 유랑단
- 나는 아빠다
- 나의 선택 - 잊혀진 가방 그 못다한 이야기
- 너는 펫
- 다슬이
- 달빛 길어올리기
- 댄스타운
- 더 킥
- 도가니
- 도약선생
- 독도야, 반갑다
- 돌아오는 길
- 동자 대소동
- 돼지의 왕
- 두만강
- 량강도 아이들
- 려수
- 로맨틱 헤븐
- 링크
- 마당을 나온 암탉
- 마마
- 마이 블랙 미니드레스
- 마이 웨이
- 만추
- 멋진 인생
- 모비딕
- 모차르트 락 오페라
- 모차르트 타운
- 몽정애
- 무산일기
- 문의 수난
- 물 없는 바다
- 바다
- 바보야
- 법정스님의 의자
- 보라
- 북촌방향
- 블라인드
- 뽕똘
- 사랑이 무서워
- 사랑한다, 사랑하지 않는다
- 사물의 비밀
- 서유기 리턴즈
- 서태지 모아이 : 더 필름
- 세상에서 가장 아름다운 이별
- 소명 3 : 히말라야의 슈바이처
- 소중한 날의 꿈 감독판
- 소중한 날의 꿈
- 손님1 첫번째 이야기
- 수상한 고객들
- 수상한 이웃들
- 술에 대하여 - 극장판
- 숨
- 슈퍼쇼3 3D
- 스물 아홉살
- 스파이 파파
- 심도
- 심장이 뛰네
- 심장이 뛴다
- 써니
- 아름다운 유산
- 아이들...
- 아프리카의 눈물
- 악인은 너무 많다
- 애니멀 타운
- 양 한 마리, 양 두 마리
- 어이그 저 귓것
- 엄마는 창녀다
- 에일리언 비키니
- 오늘
- 오래된 인력거
- 오싹한 연애
- 오월愛
- 오직 그대만
- 완득이
- 완벽한 파트너 - 감독판
- 완벽한 파트너
- 우리 이웃의 범죄
- 위도
- 위험한 상견례
- 은어
- 의뢰인
- 인비져블 2: 귀신소리찾기
- 적과의 동침
- 정글피쉬2
- 조선명탐정 : 각시투구꽃의 비밀
- 종로의 기적
- 죽이러 갑니다
- 지구대표 롤링스타즈
- 짐승
- 짐승의 끝
- 집
- 창피해
- 챔프
- 체포왕
- 최종병기 활 감독확장판
- 최종병기 활
- 최후의 툰드라 - 극장판
- 카운트다운
- 캐릭터
- 커플즈
- 쿠바의 연인
- 퀵
- 통증
- 투혼
- 트루맛쇼
- 특수본
- 티끌모아 로맨스
- 파수꾼
- 퍼펙트 게임
- 평양성
- 푸른소금
- 풍산개
- 플레이
- 하얀 정글
- 헤드
- 혈투
- 혜화, 동
- 홍길동 2084
- 화이트: 저주의 멜로디
- 환타스틱 모던가야그머
- 회초리
- 훈장과 악동들
- 흉터
- 히트

## 참고 자료
- KOFIC 영화데이터베이스